# Grundrisse
Zarys krytyki ekonomii politycznej (niem. Grundrisse der Kritik der Politischen Ökonomie), znany też jako Grundrisse – nieukończony rękopis niemieckiego filozofa Karola Marksa. Porzucony w 1858 roku, opublikowany po raz pierwszy dopiero w Związku Radzieckim w latach 1939–41, zaś w polskim przekładzie w 1986 roku.
Grundrisse jest szeroko zakrojoną próbą zarysowania wszystkich głównych tez ekonomii marksowskiej, pokrywającej trzy tomy Kapitału (z których tylko pierwszy został ukończony). Często jest traktowany właśnie jako surowy szkic Kapitału, jednak istniejące różnice, przede wszystkim w zakresie metodologii, nie pozwalają traktować obu tekstów w prostej zależności.
Rękopis porusza kwestie produkcji, dystrybucji, wymiany, alienacji, wartości, pracy, kapitalizmu, rozwoju technologii i automatyzacji, przedkapitalistyczne formy organizacji społecznej, i warunki prowadzące do rewolucji komunistycznej.
Uczeni podkreślają poważne różnice pomiędzy wczesnymi pismami Marksa, takimi jak Ideologia niemiecka, Manifest komunistyczny, a późniejszymi, jak Kapitał czy Grundrisse. Teoria Marksa, według nich, ewoluowała, zachowując jednak wierność podstawowym kategoriom i przedmiotom.
Francuski filozof-strukturalista Louis Althusser uważał, że myśl Marksa została źle zrozumiana i wypaczona. Krytykował wiele interpretacji myśli marksowskiej – historycyzm, idealizm, ekonomizm – za niedostrzeżenie faktu, że historyczny materializm, marksowska „nauka historii”, reprezentuje rewolucyjną teorię zmiany społecznej. Althusser wierzył, że błąd ten wynika z przekonania, że prace Marksa tworzą spójną całość. Zaproponował w to miejsce pojęcie „epistemologicznego cięcia” w myśli Marksa, które można dostrzec porównując Grundrisse z Kapitałem.